# هيكيكيشي ناغاتسودا
هيكيكيشي ناغاتسودا (4 أغسطس 1914 – 18 نوفمبر 1992) هو ملاكم ياباني راحل، مثّل بلاده في الألعاب الأولمبية الصيفية 1936.

## روابط خارجية
هيكيكيشي ناغاتسودا على موقع أوليمبيديا (الإنجليزية)